# 塔克菲里
塔克菲里是伊斯蘭教中的一個概念，當伊斯蘭教的各個不同教派互相攻擊時，會自行將另一派的穆斯林視為异教徒以及叛教者，並用卡菲勒一詞來稱呼對方。這種行為就被稱為塔克菲里。 
根據伊斯蘭教法的解釋，死刑是叛教者的懲罰，因此沒有根據的塔克菲里指控在伊斯蘭法學中也被視為一項重大禁忌行為（哈拉姆）。聖訓中也規定，錯誤地把另一位穆斯林叫作卡菲勒的人，他自己就是叛教者。 塔克菲里又衍生出塔克菲里主義，塔克菲里主義者其主張「若有穆斯林叛教，則就應該將其殺死」，而那位穆斯林是否是叛教，完全由塔克菲里主義者自己決定。
在伊斯兰教历史中，不同的伊斯蘭教派和運動，例如什叶派穆斯林和阿赫迈底亚社群，曾多次被遜尼派穆斯林指控為卡菲勒，這種情況持續了數個世紀。 不過什葉派聖戰組織也會指控遜尼派穆斯林是卡菲勒。哈瓦利吉派則認為遜尼派和什葉派穆斯林都是卡菲勒。 自20世紀下半葉以來，一些伊斯蘭國家領導人由於未能實施伊斯蘭教法或被認為「信仰不足夠虔誠」，也被視為卡菲勒。
這種隨意將其他穆斯林視為卡菲勒的做法也是瓦哈比派-薩拉菲派聖戰主義的「核心意識形態」，特別是在基地组织和伊斯兰国中尤為明顯。 一些伊斯蘭教派和穆斯林學者（如优素福·卡热达维）反對這種隨意將其他穆斯林貼上卡菲勒的行為。